# Provinciehuis (Noord-Brabant)
Het provinciehuis van Noord-Brabant is officieel geopend op 12 november 1971 door koningin Juliana. Het is een ontwerp van de Rotterdamse architect Huig Maaskant. Het provinciehuis staat aan de Brabantlaan naast de A2 in de wijk Zuid in 's-Hertogenbosch.
Het gebouw is met zijn 103,50 meter het hoogste kantoorgebouw van de gemeente 's-Hertogenbosch. Het gebouw is in 1971 opgeleverd. De bouw heeft in totaal achttien jaar geduurd.

## Voorgeschiedenis
Met de opening kwam er een einde aan een lange en roerige bouwgeschiedenis. Al in de jaren vijftig was de noodzaak gebleken tot een gezamenlijke ruime behuizing van de verschillende provinciale diensten. Zij waren op dat moment op allerlei plaatsen in de stad ondergebracht. In 1952 werd de beslissing genomen een nieuw Provinciehuis te bouwen en er werd een besloten prijsvraag uitgeschreven. De Rotterdamse architect Maaskant was een van de architecten die een uitnodiging kreeg om deel te nemen. Maaskant is onder andere bekend van bouwwerken zoals de Euromast en de Pier van Scheveningen. Zijn ontwerp werd uitgekozen, maar het zou nog jaren duren eer de bouw kon starten. Het provinciehuis zou oorspronkelijk in de Wolvenhoek komen te staan. Later werd gekozen voor de Westwal. Beide locaties vielen af, omdat het stadssilhouet ernstig aangetast zou worden. In 1962 werd besloten een terrein aan de rand van de stad aan te wijzen in de wijk Zuid. De bouw van het Provinciehuis werd door Maaskant beschouwd als de kroon op zijn loopbaan. Het was tevens het laatste bouwwerk dat hij realiseerde.

## Architectuur
Maaskant wordt weleens een ontwerper van het grote gebaar genoemd; hij bouwde veel, vooral grote monumentale bouwwerken. Als voorvechter van het 'nieuwe bouwen' pleitte hij voor het gebruik van moderne bouwmaterialen als beton, glas en staal. Hij verzette zich tegen het traditionele bouwen in baksteen. Hij gebruikte ook voor het provinciehuis sobere materialen, zowel voor het exterieur (staal, beton, glas) als voor het interieur (natuursteen, wol, leer etc.)
Een ander functionalistisch uitgangspunt van Maaskant was dat een bouwwerk zo efficiënt mogelijk ingericht moest zijn voor het doel waarvoor het geschapen werd. De hoofdopzet van het provinciehuis is helder: een grote laagbouw met twee verdiepingen, waarin zich de publieksruimten bevinden. Midden in de hal van deze laagbouw 'zweeft' als het ware de statenzaal met zijn vleugelvormige dak. Deze is bereikbaar via een trap. Daarnaast bevindt zich de hoogbouw in drieëntwintig verdiepingen met werkruimtes voor de ambtenaren.
Het gebouw wordt omgeven door een waterpartij en een groot voorplein. Onder het gebouw is een parkeerruimte voor ruim 500 auto's.

## Interieur
Maaskant zag architectuur als 'moeder van de kunsten'. Binnen een bouwwerk konden kunstwerken opgenomen worden; zij dienden echter ondergeschikt aan het gebouw te blijven en moesten er als het ware in opgaan. Ook in het Provinciehuis streefde hij naar de realisering van dit idee.
Deze opvatting kent een geschiedenis, die teruggaat tot in de 19e eeuw. Het samengaan van de kunsten werd wel gesamtkunstwerk genoemd. Een groot voorbeeld voor architecten en kunstenaars vormde de gotische kathedraal, waarin de kunsten opgingen in één bouwwerk en toegankelijk waren voor de gemeenschap van gelovigen. Het ging om kunstwerken, die duidelijk in nauwe relatie met een gebouw ontworpen werden. Men spreekt in het begin van onze eeuw wel over gemeenschapskunst. Een voorbeeld hiervan zijn de wandschilderingen van de kunstenaar Antoon Derkinderen in het stadhuis van 's-Hertogenbosch.
Het provinciehuis herbergt een collectie wandtapijten. In de kantine op de begane grond bevindt zich aan de wand een spaanplaten kunstwerk van Karel Appel, met de naam "Vruchten en dieren". Op de begane grond hangt een scheepsbel, die afkomstig is van het pantserdekschip Hr. Ms. Noord-Brabant. In de statenzaal bevinden zich beelden en portretten van koningin Wilhelmina door Charlotte van Pallandt, koningin Juliana door Pieter d`Hont, koningin Juliana door Kees Verwey, koningin Beatrix door Mari Andriessen en koning Willem-Alexander door Gery Bouw.
Op de eerste verdieping van het provinciehuis bevindt zich een vitrine met daarin de boeken met notulen van de statenvergaderingen tussen 1854 en 1964. Ook zijn hier opgesteld de "Verslagen van den toestand der provincie Noord-Brabant" (later de "verslagen van de provincie") over de periode 1828 tot 1964 en de "Provinciebladen" van 1815 tot 1964. Vlak naast de vitrine hangt een bel, die gemaakt is door Eijsbouts te Asten in 1971 met de namen van Juliana en Bernhard en hun kinderen en kleinkinderen.

## Trivia
Het gebouw werd in 1998 gebruikt als decor van het gemeentehuis/Computergebouw van de stad Kokkelburg in de kinderserie Otje.